# 二异丙基氟磷酸
二异丙基氟磷酸（英語：或，缩写DFP）是一种磷酸酯类有机磷殺蟲劑，化学式C6H14FO3P，常温常压下为无色油状液体。

## 医学用途
二异丙基氟磷酸是一种拟副交感神经药，不可逆抗胆碱酯酶，由于其乙酰胆碱酯酶抑制特性和诱导能力，已在眼科中用作治疗慢性青光眼的缩瞳剂、兽医学中的缩瞳剂以及神经科学中的实验剂。迟发性周围神经病变。

## 毒理作用

DIFP 与丝氨酸蛋白酶的反应

一氟磷酸酯的显着毒性是在 1932 年发现的，当时Willy Lange和他的博士生 Gerda von Krueger 制备了甲酯、乙酯、正丙酯和正丁酯的氟磷酸化合物，并偶然体验到了它们的毒性作用。 该系列酯的另一个同系物二异丙基氟磷酸是由英国科学家伯纳德·查尔斯·桑德斯开发的。 在寻找用作化学战剂的化合物时，桑德斯受到兰格和克鲁格报告的启发，决定制备新的同系物，并将其标记为 PF-3。 作为化学武器，它的效果远不如G系列特工。 它经常与芥子气混合，形成更有效的混合物，熔点显着降低，从而形成适合在寒冷天气使用的试剂。 

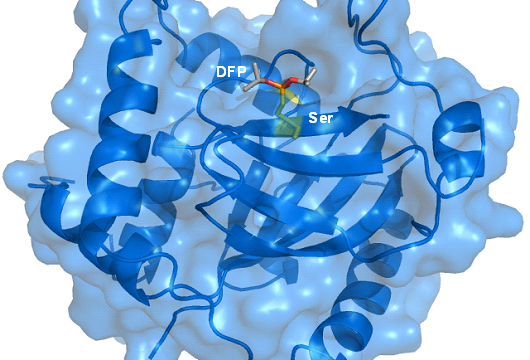
单纯疱疹病毒蛋白酶/抑制剂 (DFP) 复合物的晶体结构。 活性位点丝氨酸（黄色）已发生磷酸化，导致不可逆的抑制。 从 PDB 1AT3渲染。

在军事研究中，由于其物理和化学相似性以及相对较低的毒性，它被用作G剂（ GA 、 GB 、 GD和GF ）的模拟物。 二异丙基氟磷酸在民用实验室中用于模拟致命的神经毒气暴露或有机磷酸盐毒性。    它还被用来开发海湾战争综合症的啮齿动物模型。 
二异丙基氟磷酸是一种非常有效的神经毒素。 大鼠体内LD50为 6毫克/千克（口服）。 它与乙酰胆碱酯酶活性位点的氨基酸丝氨酸结合，乙酰胆碱酯酶是一种使神经递质乙酰胆碱失活的酶。 需要神经递质来继续将神经冲动通过突触从一个神经元传递到另一个神经元。 一旦脉冲被传递，乙酰胆碱酯酶就会几乎立即通过分解乙酰胆碱来使其失活。 如果酶受到抑制，乙酰胆碱就会积聚，神经冲动无法停止，导致肌肉收缩时间延长。 由于呼吸肌受到影响，可能会出现瘫痪并导致死亡。
二异丙基氟磷酸还抑制某些蛋白酶。 它是蛋白质或细胞分离过程中有用的添加剂。
二异丙基氟磷酸是德国在第二次世界大战期间研制的一种神经毒气。 二异丙基氟磷酸不可逆地与活性位点含有丝氨酸的酶结合，例如: 丝氨酸蛋白酶、乙酰胆碱酯酶。

## 制取
二异丙基氟磷酸是氟磷酸的二异丙酯，由异丙醇与三氯化磷反应生成亚磷酸二异丙酯，再用氯气化，再与氟化钠反应，将氯原子用氟取代，得到二异丙基氟磷酸。 

二异丙基氟磷酸的合成

## 生物化学应用
二异丙基氟磷酸是一种诊断测试，用于检测丝氨酸蛋白酶中是否存在活性位点 丝氨酸，以及丝氨酸蛋白酶抑制剂。 PMSF和AEBSF是用于这些相同应用的替代试剂，毒性较小，但反应性也较低。 二异丙基氟磷酸和其他类似的有机磷神经毒素可被对氧磷酶灭活，该酶在人体中的存在水平差异很大。

## 相关
- MEROPS 肽酶及其抑制剂的在线数据库： DFP